# 尖峰新内溪蟹
尖峰新内溪蟹（学名：Neotiwaripotamon jianfengense）为溪蟹科新内溪蟹属的动物。在中国大陆，分布于海南岛等地，多生活于海拔800米的山区溪流石块下。